# Nina Sicilia
Alejandrina “Nina” Sicilia Hernández (Caracas, 3 dicembre 1962) è una modella venezuelana incoronata Miss International 1985.

## Biografia
Il padre di Nina Sicilia, morto nel 2005, era un immigrato spagnolo che aveva dovuto lottare per fornire Nina di un'istruzione. Nina Sicilia ha studiato pianoforte presso il conservatorio Juan José Landaeta di Caracas, e ha una laurea in economia aziendale conseguita presso la Universidad Católica Andrés Bello in Caracas. Alcuni credono che Nina sia di discendenza italiana, ma entrambi i suoi genitori sono in realtà delle Isole Canarie, Spagna.
Nina Sicilia, in rappresentanza dello Stato di Monagas al concorso di bellezza Miss Venezuela 1985 ha vinto il titolo di Miss Elegance, classificandosi alla seconda posizione e ottenendo il diritto di rappresentare il proprio Paese a Miss International 1985, che quell'anno si è svolto a Tsukuba in Giappone. La modella è stata la prima venezuelana a vincere la corona di Miss International.
Nel 1987 Nina Sicilia si è sposata con l'uomo d'affari Julio Arnaldes Zava dal quale ha avuto due figli, pur continuando a lavorare nel mondo dello spettacolo. Attualmente Nina è conduttrice per il canale televisivo Venevisión.